# أكليم
أكليم هي مدينة مغربية تقع ضمن إقليم بركان، بجهة الشرق، وحسب إحصاء 2014 فإن عدد سكانها يبلغ 9.695 نسمة
تاريخ أكليم
نشأت مدينة أكليم في مطلع الستينات وذلك لأسباب متنوعة نذكر منها على سبيل المثال خلق نواة معمارية لأجل تقريب الساكنة من أماكن عملها، ونقصد الفلاحين حيث إن غالبية السكان من الفلاحين.
في إطار التقسيم الإداري فإن أكليم تعتبر مركز هذه المنطقة وعليه كان لزاما توفير المأوى للموظفين والأطر العاملة بالمركز.
ج: تبلغ مساحة أكليم الإجمالية حوالي 5 كيلومتر مربع وتحد من كل الجوانب بجماعة «بوغريبة» كما يحدها محوران طرقيان مهمان هما الطريق الوطني رقم 2 والطريق الإقليمية 6008.
يبلغ عدد سكان أكليم وضواحيها حسب إحصاء 2004 حوالي 2969 نسمة، وهم ينحدرون أساسا من قبائل «بني يزناسن»، وتشمل بالخصوص القبائل التالية: «أولاد بني عطية» «أولاد علي الشباب»، «أولاد فاسير»، «أولاد محجوب كرداد»، «أولاد بوبكر»،
«أولاد سيدي بوزيد»…
بخصوص التنظيم الإداري فقد أصبحت أكليم بموجب التقسيم الجماعي لسنة 1992 جماعة حضرية يطلق عليها اسم«بلدية أكليم»، وتضم 13 دائرة انتخابية، وتشكل مركز الدائرة حسب التقسيم الإداري لسنة 1994.
يتنوع النشاط الاقتصادي بأكليم لكن الغالب عليه هو النشاط الفلاحي، كما توجد بالمدينة مجموعة من التعاونيات أهمها تعاونية تلفيف الحوامض، وتعاونية الحليب، وتعاونية الدواجن.
توجد بالمدينة عدت جمعيات ثقافية نذكر منها: جمعية نور للثقافة والتنمية، وجمعية الأفق، وجمعية جسور، وجمعية المصباح…وهي جمعيات تنشط بشكل دوري بالقاعة المتعددة الاختصاصات. ورغم الإمكانيات المحدودة فقد عمل المجلس البلدي بتعاون مع جمعيات متخصصة في الميدان سواء بشكل مباشر أو غير مباشر على القيام بتظاهرات ثقافية لفائدة ساكنة أكليم.
النشاط الجمعوي بأكليم نشاط متنوع رغم قلة الإمكانات، فهو يشمل فئات عمرية مختلفة من نساء وأطفال وشباب، من خلال جمعيات نسائية ومجموعة من المهتمين من الأطر التربوية. كما أن هذه الجمعيات السابقة الذكر تنشط في مختلف المجالات الاجتماعية والثقافية والنسوية والبيئية
هناك مجموعة من المرافق والإدارات العمومية بأكليم نذكر منها: ، البريد المركز الصحي، قاعة الولادة، اتصالات المغرب، مركز تلفيف الحوامض، مكتبي الكهرباء والماء، الباشوية، مركزالدرك الملكي، مركز الشرطة في طور الإنجاز، مكتبة عمومية مشرفة على الانتهاء، إضافة إلى مرافق أخرى تجارية وصناعية
المجلس البلدي بتعاون مع عدة مجالس أخرى عملوا على تأسيس مجموعة تسمى «مجموعة جماعات تريفة» تضم (أكليم بركان، سيدي اسليمان، بوغريبة، زكزل) بغية إنشاء مطرح عمومي بمواصفات متطورة وهو الآن قيد الاشتغال، لكن تعترضه جملة مشاكل وعراقيل سواء من حيث التسيير أو الهدف المنجز من أجله. والمجلس يقوم بحملات التنظيف والتشجير وشراء المعدات من جرار وآلات أخرى قصد الحفاظ على البيئة وتطهيرها.
المجلس البلدي يخصص منحة من ميزانية الجماعة لتدعيم فريق كرة القدم، هذا بالإضافة إلى تعشيب الملعب، وبناء مستودع للملابس وتجهيزه، وكذا إنشاء ملعبين للقرب من المشاريع المستقبلية لمدينة أكليم نذكر على سبيل المثال: إقامة الشطر الثاني من الطرق، والعمل على تصفية العقارات وذلك من خلال الرفع من الصيغة الفلاحية للمدينة، وكذلك توسيع المدار الحضري للمدينة… وتبقى هذه المشاريع أهم تطلعات المجلس. وتجدر الإشارة إلى أن فائض الميزانية السنوي هو المتحكم في برمجة المشاريع
هناك عدت مشاكل وعراقيل تواجه المجلس البلدي منها قلة المداخيل مع جسامة المهام: ويتمثل ذلك في أن المصاريف كثيرة والمداخيل محدودة وباعتبار أن المدينة
(مداخيل السوق الأسبوعي والدكاكين بالإضافة إلى مداخيل البناء) TVA محدودة المسافة فإن ميزانيتها تتشكل من نسبة عالية من الضريبة على الدخل
التي تستثمر في التسيير. وبذلك تبقى المشاريع عرضة للعراقيل والمشاكل...
المصدر